# Élection présidentielle colombienne de 1978
L'élection présidentielle colombienne de 1978 est l'élection présidentielle dont le premier tour se déroula le dimanche 4 juin 1978 en Colombie. Ces élections furent remportées par Julio César Turbay Ayala.

## Résultats
| Candidats                  | Parti politique                  | Votes     |
| -------------------------- | -------------------------------- | --------- |
| Julio César Turbay Ayala   | Parti libéral                    | 2 503 681 |
| Belisario Betancur Cuartas | Parti conservateur               | 2 366 620 |
| Julio César Pernía         | Union nationale d'opposition     | 97 234    |
| Álvaro Valencia Tovar      | Mouvement national de rénovation | 65 961    |
| Jaime Piedrahíta Cardona   | Front pour l'unité populaire     | 27 059    |
| Autres candidats           |                                  | 7 370     |
| Votes blancs               | Votes blancs                     | 8 996     |
| Total de votes valides     | Total de votes valides           | 5 057 925 |
| Votes nuls                 | Votes nuls                       | 7 871     |
| Total de votants           | Total de votants                 | 5 075 719 |